# Tinamú pissarrós
El tinamú pissarrós (Crypturellus boucardi) és una espècie d'ocell de la família dels tinàmids (Tinamidae) que viu a la selva humida i altres zones boscoses del sud de Mèxic i Amèrica central fins a Costa Rica.